# كاثرين فيدال
كاثرين فيدال هي أستاذة جامعية ومغنية ومحركة دمى ومخرجة وممثلة كندية، ولدت في 11 نوفمبر 1976.